# Cheval
|  | Denne artikel er oprettet af botten Steenthbot ud fra en ekstern database. Den kan derfor have sproglige fejl eller mangler. Denne skabelon kan fjernes efter kontrol af indholdet. |

Cheval er en dansk dokumentarfilm fra 1971.

## Handling
En film om landpostbudet Ferdinand Cheval.